# Масачусет
Масачусет (на английски: Massachusett) е северноамериканско индианско племе, което по време на заселването на Нова Англия живее в 20 села около залива Масачузетс и по реките Чарлс и Непонсет. Днес щат Масачузетс носи тяхното име, което на техния език се превежда като „хората, живеещи до великия хълм“ и се отнася до Блу Хил, намиращ се южно от Бостън Харбър.

## Подразделения
Селата им са организирани в 6 основни подразделения, носещи имената на техните вождове:
- Чикатоубут – южно от река Чарлс и на запад от Понкапоаг Понд. Подразделят се на:
  - уампатук
  - обатинеуат (обтакиест).
- Нанепашемет – северно от река Чарлс, в района на Бостън Харбър, Челси, Соугус, Лин и Марбълхед. Подразделят се на:
  - уинепуркит
  - уонохакуам
  - монтоуампат.
- Манатакуа – в района на Набант и Суомпскот.
- Като – източно от река Конкорд.
- Нахатон – в района на Натик.
- Кутшамакин (Кутшамекуин, Кутчамакин) – в района на Дорчестър, Садбъри и Милтън.

## Култура
Масачузет изчезва от историята като организирано племе преди да могат европейците да запишат повече информация за тях. Въпреки това, въз основа на оскъдните данни, които са налични се предполага, че живеят по начин подобен на живота на другите крайбрежни племена в южна Нова Англия, занимавайки се със земеделие, но разчитайки основно на рибата и морските дарове. През студеното време храната е допълвана с лов на диви животни. Лятото хората живеят по брега на морето в големи села, състоящи се от големи и средно големи продълговати вигвами, подобни на дълги домове (лонгхаус). Зимата племето се разпръсва по малки ловни лагери във вътрешността. Политически племето е разделено на самостоятелни групи, всяка водена от вожд. Има случаи, когато село се управлява от жена, но лидерството обикновено се наследява по бащина линия.

## История
Въпреки малобройното си население преди 1614 г. (около 3000), масачусет изиграва важна роля в ранната история на Нова Англия. Когато пилигримите пристигат в Плимут през 1620 г., в района на залива Масачузетс живеят около 800 от тях, оцелели от голямата епидемия между 1614 г. и 1617 г. През 1631 г. пуританите в Бостън преброяват около 500 оцелели масачузет. То е едно от първите племена, които изчезват още в началото на колонизацията на района. Вероятно се свързват с европейците веднага след идването на Джон Кабот през 1497 г. За пръв път са споменати от Джон Смит, когато той изследва брега на Нова Англия през 1614 г. Веднага след това три отделни големи епидемии помитат района и убиват 3/4 от местното население. По същото време неизвестно племе от север напада селата на масачусет. През 1620 г. пилигримите заварват повечето от селата им изоставени. През 1633 г. нова епидемия от едра шарка покосява населението като от 500те масачузет преброени по-рано, остават едва половината. Малко по-късно мисионерът Джон Елиът започва работа сред тях. Новопокръстените индианци са събрани заедно в 14 села. През 1663 г. Джон Елиът издава Библията на езика масачузет – алгонкински N – диалект, близък с езиците на нарагансет, ноусет, ниантик и уампаноаг. През това време покръстени индианци от други племена също са заселвани в новите християнски индиански села. Смесвайки се с тези различни групи, от 1640 г. масачусет престава да съществува като отделно племе. Строгите пуритански правила на поведение бързо претопяват племенните традиции и идентичност в християнските селища. Въпреки това се знае, че хора масачусет участват в по-късните войни в Нова Англия. В началото на Войната на Крал Филип през 1675 г. много от индианците християни се присъединяват към уампаноагите на Крал Филип. Мисионерите се опитват да съберат тези, които остават неутрални в селото Натик. По-късно те са преместени като затворници на остров Диър в Бостънското пристанище, където за малко не са избити по време на войната. До края на сраженията през 1677 г. от първоначалните 14 християнски села остават само 7 с около 300 оцелели индианци общо. Населението на индианците християни продължава да намалява през годините, но те никога не изчезват. В края на 20 век техни потомци живеят в Масачусетс, близо до Кантон, Матапан и Мансфиилд. Те са организирани в индианските племена натик и понкапоаг. Отделно други потомци на масачузет – непонсет и понкапоаг са организирани в Племенния съвет на масачузет – понкапоаг.